# Bob Etheridge
Bob Etheridge, właśc. Bobby Ray Etheridge (ur. 7 sierpnia 1941) – amerykański polityk, członek Partii Demokratycznej. W latach 1997–2011 był przedstawicielem drugiego okręgu wyborczego w stanie Karolina Północna do Izby Reprezentantów Stanów Zjednoczonych.